# Fernando Costa Freire
Fernando Jorge Duarte Costa Freire (n. 1948) é um político português. Foi secretário de Estado da Administração da Saúde no XI Governo Constitucional, liderado por Aníbal Cavaco Silva, entre 1987 e 1989, sendo ministra da Saúde Leonor Beleza.

## Processo judicial
Em janeiro de 1988, o semanário O Jornal noticia a existência de empresas sem contrato escrito a trabalhar no Hospital de São Francisco Xavier, em Lisboa, tendo uma delas ligação ao Gabinete Técnico de Informática, de que Fernando Costa Freire tinha sido diretor. Em fevereiro de 1988, a Ordem dos Médicos entregou à Procuradoria-Geral da República uma denúncia sobre a atuação de Fernando Costa Freire na criação do Hospital de São Francisco Xavier, sendo o Ministério da Saúde também acusado de utilizar os Serviços de Utilização Comum dos Hospitais como 'saco azul' para o pagamento de obras. As acusações na obtenção de benefícios por parte de Fernando Costa Freire relativamente à informatização dos hospitais foram consideradas infundadas, em julho de 1988, pela Inspeção-Geral dos Serviços de Saúde, que concluiu pelo cumprimento dos procedimentos legais e recomendou o arquivamento do processo. A dispensa de concurso público para a informatização dos hospitais foi, no entanto, autorizada pela ministra da Saúde, Leonor Beleza.
Em março de 1989, Fernando Costa Freire foi exonerado do cargo de secretário de Estado da Administração da Saúde, antecipando-se às notícias do Semanário, segundo as quais Fernando Costa Freire havia adquirido uma propriedade em Cascais por 9500 contos (cerca de 19 mil euros) pagos em dinheiro vivo, e d'O Independente, que revelou a existência de um relatório da Inspeção-Geral de Finanças descrevendo indícios de irregularidades no Ministério da Saúde, nomeadamente adjudicações de obras de remodelação de gabinetes do ministério a familiares de Fernando Costa Freire, falta de transparência em obras no Hospital de Fafe e no Centro das Taipas e sobrefaturação de verbas referentes a campanhas publicitárias adjudicadas a uma empresa ligada ao irmão da ministra da Saúde, José Manuel (Zezé) Beleza. Fernando Costa Freire alegou que nada havia sido feito sem o conhecimento da ministra Leonor Beleza.
Em setembro de 1990, Fernando Costa Freire foi detido e, em 1991, acusado pelo Ministério Público, juntamente com 11 arguidos - entre os quais Zezé Beleza -, dos crimes de corrupção passiva, burla agravada, falsificação de documentos e participação económica em negócio. Leonor Beleza, entretanto já sem exercer funções de ministra da Saúde, visitou Fernando Costa Freire na prisão de Caxias. Em 1991, Fernando Costa Freire interpôs uma ação judicial contra o jornal O Independente por violação do segredo de justiça e do direito à honra, por o jornal ter publicado excertos da acusação por burla agravada, tendo o Tribunal da Relação de Lisboa recusado condenar o jornal, já que o crime era público e a notícia não continha linguagem ofensiva. Em 1992, o Tribunal de Instrução Criminal confirmou a acusação, embora só tenha pronunciado nove dos 11 arguidos, entre os quais Fernando Costa Freire.
No julgamento, iniciado em 1993, Fernando Costa Freire foi condenado em primeira instância, em 1994, a um cúmulo jurídico de sete anos de prisão - com um ano de perdão - pelos crimes de burla agravada, participação económica em negócio e prevaricação, e ao pagamento de uma indemnização ao Estado no valor de 100 mil contos (cerca de 500 mil euros). O irmão da ministra, Zezé Beleza, foi condenado a quatro anos de prisão. Os arguidos recorreram da sentença e, em 1996, o Supremo Tribunal de Justiça reduziu as penas de Fernando Costa Freire para cinco anos de prisão e de Zezé Beleza para três anos de prisão. Em recurso para o Tribunal Constitucional, os arguidos invocaram que haviam sido condenados com base em crimes a que não correspondiam os factos dados como provados. Em dezembro de 1999, o Tribunal Constitucional declarou inconstitucionais os artigos do Código do Processo Penal utilizados para o acórdão do tribunal de primeira instância, pelo que ordenou a reformulação desse acórdão. Em 2003, o Supremo Tribunal de Justiça ordenou a repetição do julgamento, no entanto, os crimes acabaram por prescrever em 2004.
Fernando Costa Freire abandonou a vida política e tornou-se empresário nos ramos do imobiliário e da informática, além de consultor de sistemas na Fundação Champalimaud, presidida por Leonor Beleza.